# بيير بايلي
بيير بايلي (بالفرنسية: Pierre Bailly)‏ هو مهندس معماري فرنسي، ولد في 8 مارس 1889، وتوفي في 27 يناير 1973.

## وصلات خارجية
- بيير بايلي على موقع أوليمبيديا (الإنجليزية)